# Makarios av Egypten

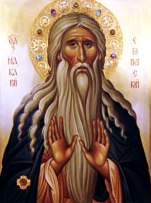
Makarios av Egypten.

Makarios av Egypten (grekiska Μακάριος ο Ἀιγύπτιος, latin Macarius Aegyptius), också kallad den äldre eller den store, född omkring 300, död 391, var en kristen munk.
Makarios var Antonius den stores lärjunge och vistades i Sketiska öknen (en del av den libyska) som föreståndare för därvarande munksällskap. Enligt traditionen är han författare till bland annat 50 ”andliga homilier” (utgivna av Migne, band 34), varav ett urval finns i svensk översättning av Olof Andrén. Makarios gäller genom sin innerliga fromhet som skapare av den fornkyrkliga mystiken.